# Jochebed (Bibel)

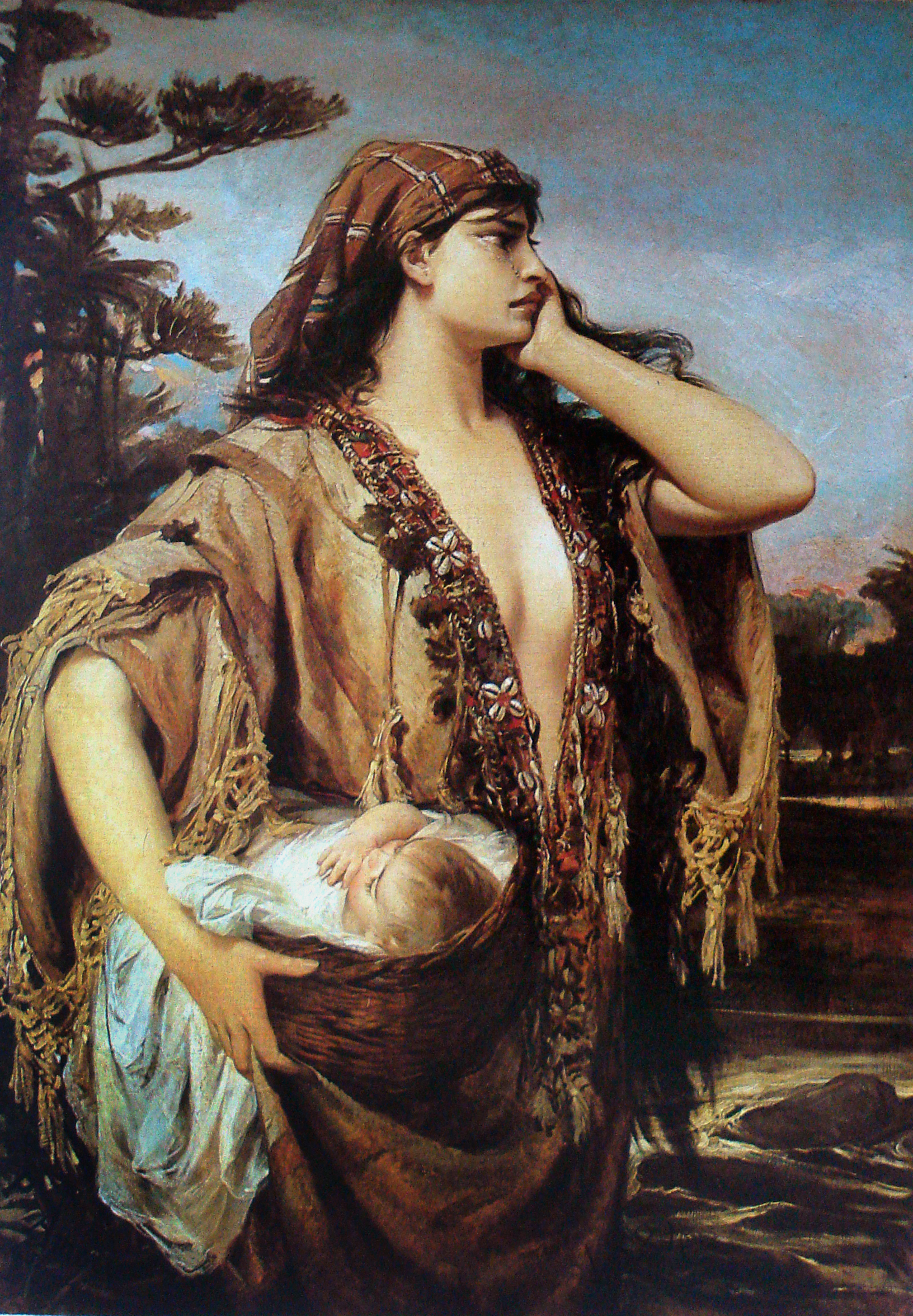
Jochebed mit Moses in einem Gemälde von Pedro Américo

Jochebed ist im Alten Testament die Mutter Moses, Aarons und Mirjams.

## Etymologie
Der hebräische Name יוֹכֶבֶד Jocheved bedeutet „JHWH ist Herrlichkeit/(voller) Ehre“. Dass die Mutter des Mose einen Namen trägt, der den Gottesnamen JHWH enthält, steht in einem anscheinenden Widerspruch dazu, dass Mose dieser Name erst später in Ex 6,3  offenbart wird. Allerdings wird bereits von Abraham (Gen 15,7 ), Isaak (Gen 26,24 ) und Jakob (Gen 28,13 ) berichtet, dass sie den Namen hörten.

## Biblischer Bericht
Nach Num 26,59  ist Jochebed eine Tochter Levis und wurde in Ägypten geboren. Ihre Brüder heißen Gerschon, Kehat und Merari (Gen 46,11 ). Sie ist mit ihrem Neffen Amram, einem Sohn Kehats, verheiratet. Bemerkenswert ist, dass später diese Form der Ehe unter Verwandten in Lev 18,12  verboten wird (laut der Septuaginta war sie auch nicht seine Tante, sondern seine Cousine). Ihre Kinder sind Mose, Aaron und Mirjam.
Die Geburt des Mose wird im Buch Exodus (Ex 2 ) erzählt. Dabei wird seine Mutter namentlich nicht genannt. Sie versteckte ihr Kind drei Monate lang, da der Pharao angeordnet hatte, alle hebräischen Knaben in den Nil zu werfen. Nach drei Monaten setzte sie Mose in einem Binsenkästchen, das sie mit Pech und Teer abgedichtet hatte, auf dem Nil aus, wo es von der Tochter des Pharao gefunden wurde. Moses Schwester schlug ihr vor, eine hebräische Amme zu holen, die das Kind stillen könne. Die Tochter des Pharao willigte ein und Moses’ Schwester holte ihre Mutter herbei. Sie wurde nun von der Tochter des Pharao dafür entlohnt, ihr eigenes Kind zu stillen. Als Mose älter geworden war, brachte seine Mutter ihn an den Hof des Pharao.

## Rabbinische Tradition
Der Targum Pseudo-Jonathan identifiziert mit Jochebed die in Ex 1,15  genannte hebräische Hebamme Schifra, während die dort ebenfalls erwähnte Hebamme Pua mit Mirjam identifiziert wird.
Der Targum berichtet weiterhin, Jochebed hätte Amram im Alter von 130 Jahren geheiratet, aber durch ein Wunder sei sie wieder jung geworden. Außerdem sei sie ebenfalls mit Elizafan, dem Sohn Parnaks, verheiratet gewesen. Aus dieser Ehe seien die in Num 11,26  erwähnten Söhne Eldad und Medad hervorgegangen. Die Angaben, ob diese Ehe vor oder nach der Ehe mit Amram gewesen sei, sind widersprüchlich, denn es wird erzählt, Jochebed hätte Elizafan geheiratet, nachdem Amram sich von ihr geschieden, aber bevor sie Mose geboren hätte.